# García Martínez de Bahamonde
García Martínez de Bahamonde fue un eclesiástico español, 
arcediano de Reina en la diócesis de Sevilla, 
obispo de Tuy 
y de Lugo.
Fue designado en 1454 por Juan II de Castilla en su testamento para que gobernase la casa de la reina Isabel de Portugal, y para que actuase como preceptor de los hijos de ambos, el infante Alfonso de Castilla e Isabel, futura Isabel la Católica.
| Predecesor: Juan de Cervantes      | Obispo de Tuy 1439 – 1441  | Sucesor: Luis Pimentel            |
| Predecesor: Álvaro Pérez de Osorio | Obispo de Lugo 1441 – 1470 | Sucesor: Alonso Enríquez de Lemos |